# Pittsburgh Pirates
Pittsburgh Pirates är en professionell basebollklubb i Pittsburgh i Pennsylvania i USA som spelar i National League, en av de två ligorna i Major League Baseball (MLB). Klubbens hemmaarena är PNC Park.

## Historia
Klubben grundades 1882 i Allegheny (då en egen stad men i dag ingår den i Pittsburgh) under namnet Allegheny (utan något smeknamn) och spelade då i den nybildade American Association, som var en liga som utmanade National League och som i dag anses ha varit en major league. Klubben gick 1887 över till National League och bytte samtidigt namn till Pittsburgh Alleghenys. Namnet Pittsburgh Pirates kom 1891 efter att klubben hade värvat en spelare som en annan klubb hävdade att man hade rättigheterna till. Samtidigt bytte stadens namn stavning till Pittsburg, vilket ändrades tillbaka till Pittsburgh i juli 1911.
Pirates har fem World Series-titlar, varav den senaste från 1979. Två berömdheter som spelat i Pirates är Honus Wagner (shortstop 1900–1917) och Roberto Clemente (outfielder 1955–1972).
Från början av 1990-talet och 20 år framåt tillhörde klubben de sämsta i MLB, men 2013 vann man för första gången sedan 1992 fler matcher i grundserien än man förlorade, och man gick även till slutspel för första gången sedan 1992, en bedrift man lyckades upprepa de två följande åren.
I september 2015 vann klubben sin 10 000:e match sedan flytten till National League 1887. Bara fyra klubbar (San Francisco Giants, Chicago Cubs, Atlanta Braves och Los Angeles Dodgers) hade nått milstolpen före Pirates.

## Hemmaarena
Hemmaarena är PNC Park, invigd 2001. Three Rivers Stadium användes 1970–2000 och Forbes Field 1909–1970. Tidigare arenor var Recreation Park och Exposition Park.

## Spelartrupp

### Aktiva
| Nr | Land                    | Pos | Namn               |
| -- | ----------------------- | --- | ------------------ |
| 23 | USA                     | P   | Mitch Keller       |
| 29 | USA                     | P   | Wil Crowe          |
| 32 | USA                     | P   | Bryse Wilson       |
| 34 | USA                     | P   | JT Brubaker        |
| 35 | USA                     | P   | Colin Holderman    |
| 37 | USA                     | P   | Chase De Jong      |
| 39 | USA                     | P   | Zach Thompson      |
| 46 | Dominikanska republiken | P   | Yohan Ramírez      |
| 48 | USA                     | P   | Tyler Beede        |
| 52 | USA                     | P   | Eric Stout         |
| 53 | Mexiko                  | P   | Manny Bañuelos     |
| 56 | USA                     | P   | Duane Underwood Jr |
| 72 | USA                     | P   | Austin Brice       |

| Nr | Land                    | Pos | Namn             |
| -- | ----------------------- | --- | ---------------- |
| 61 | USA                     | C   | Jason Delay      |
| 70 | Venezuela               | C   | José Godoy       |
| 2  | USA                     | INF | Michael Chavis   |
| 13 | USA                     | INF | Ke'Bryan Hayes   |
| 14 | Dominikanska republiken | INF | Rodolfo Castro   |
| 15 | Dominikanska republiken | INF | Oneil Cruz       |
| 26 | USA                     | INF | Josh VanMeter    |
| 27 | USA                     | INF | Kevin Newman     |
| 30 | Venezuela               | INF | Tucupita Marcano |
| 10 | USA                     | OF  | Bryan Reynolds   |
| 18 | USA                     | OF  | Ben Gamel        |
| 24 | USA                     | OF  | Greg Allen       |
| 66 | USA                     | OF  | Bligh Madris     |

### Skadade
| Nr | Land | Pos | Namn            |
| -- | ---- | --- | --------------- |
| 00 | USA  | P   | Blake Cederlind |
| 36 | USA  | P   | Nick Mears      |
| 38 | USA  | P   | Dillon Peters   |
| 45 | USA  | P   | Max Kranick     |
| 51 | USA  | P   | David Bednar    |

| Nr | Land                    | Pos | Namn                |
| -- | ----------------------- | --- | ------------------- |
| 57 | Dominikanska republiken | P   | Yerry De Los Santos |
| 54 | USA                     | C   | Tyler Heineman      |
| 55 | Puerto Rico             | C   | Roberto Pérez       |
| 28 | USA                     | OF  | Canaan Smith-Njigba |

### Avstängda
| Nr | Land      | Pos | Namn           |
| -- | --------- | --- | -------------- |
| 73 | Venezuela | P   | Felipe Vázquez |

## Fotogalleri

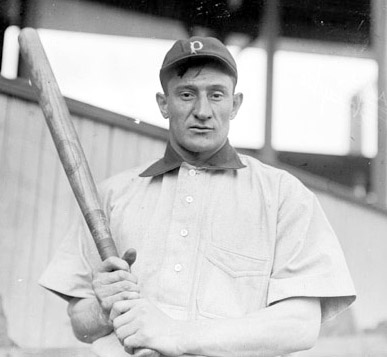
Honus Wagner.
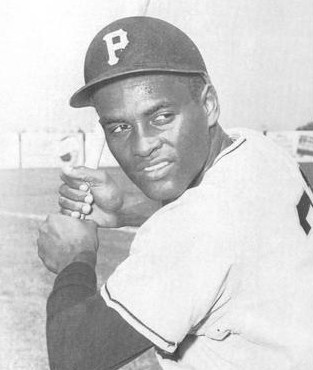
Roberto Clemente.
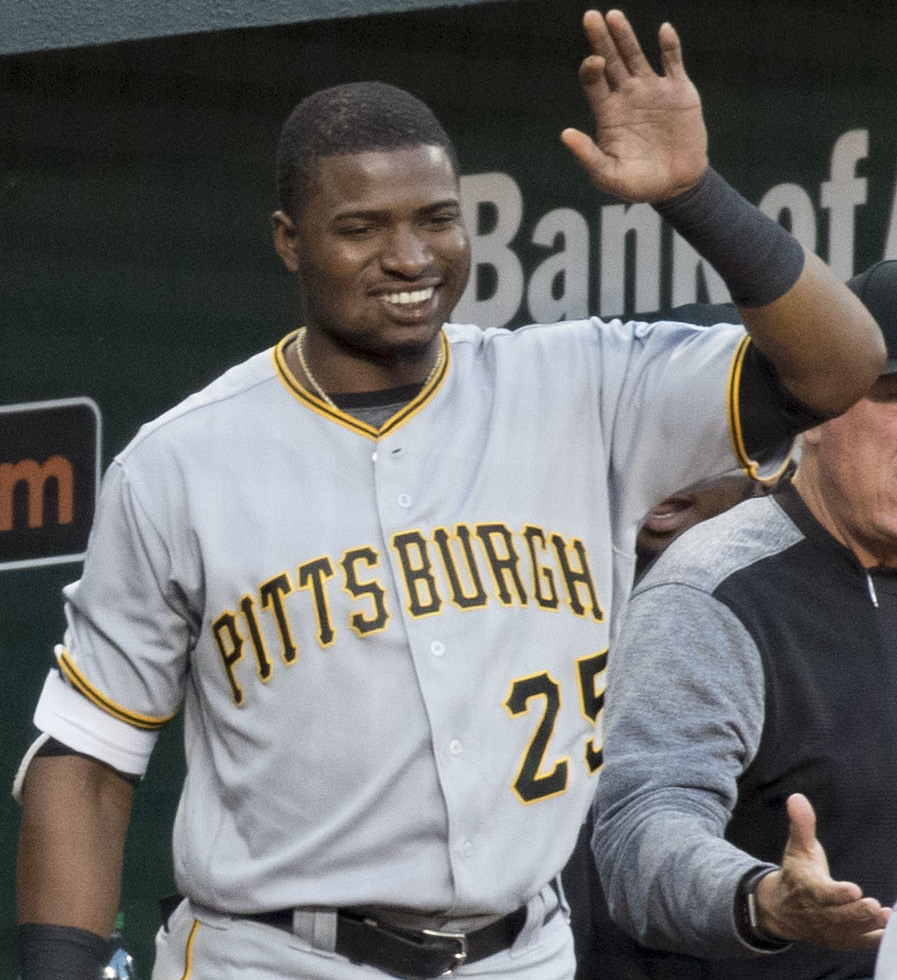
Gregory Polanco.